# Irat
Az irat az ügyvitel, ügyviteli munka (ügyiratkezelés) alapját képezi, minden ügyintézés iratokban testesül meg.

## Fogalma
Az irat fogalmát A köziratokról, a közlevéltárakról és a magánlevéltári anyag védelméről szóló 1995. évi LXVI. törvény határozza meg:
"c) irat: valamely szerv működése vagy személy tevékenysége során keletkezett vagy hozzá érkezett, egy egységként kezelendő rögzített információ, adategyüttes, amely megjelenhet papíron, mikrofilmen, mágneses, elektronikus vagy bármilyen más adathordozón; tartalma lehet szöveg, adat, grafikon, hang, kép, mozgókép vagy bármely más formában lévő információ vagy ezek kombinációja;
d) közirat: a keletkezés idejétől és az őrzés helyétől függetlenül minden olyan irat, amely a közfeladatot ellátó szerv irattári anyagába tartozik vagy tartozott;
e) magánirat: a nem közfeladatot ellátó szerv irattári anyagába tartozó, valamint a természetes személyek tulajdonában lévő irat".

## Fajtái
Az iratokat megkülönböztethetjük mozgásirányuk és tartalmuk szerint. Azonban a tartalom és forma szerint több fajtába is sorolhatóak, erre az érkeztetéskor és iktatáskor különösen kell figyelni.
Mozgásirányuk szerint lehetnek:
- külső iratok
- belső iratok

Tartalmuk szerint:
- levelek
- okiratok
- szerződések
- jegyzőkönyvek
- jelentések
- bizonylatok
- meghatalmazások
- munkaviszonnyal kapcsolatos
- igazolványok és bizonyítványok
- egyéb[1]

## Tartalmi és formai követelmények
Tartalmi követelmények:
- irat megnevezése
- készítő és címzett pontos megnevezése
- a jellegéből adódóan szükséges azonosítási adatok (sorszám, ügyiratszám, adó-nyilvántartási szám, tevékenységi engedély száma, bankszámlaszám stb.)
- tartalom és cél
- az ügy kifejtése
- keltezés (hely, dátum)
- aláírás
- bélyegző, pecsét

Formai követelmények:
- áttekinthetőség (pl. formanyomtatványok alapján)
- helyesírás
- jó olvashatóság
- javítások igazolása
- legfontosabb szövegrészek kiemelése[1]